# Lægekokleare
Lægekokleare (Cochlearia officinalis), ofte skrevet læge-kokleare, er en toårig, 20-50 cm høj plante i korsblomst-familien. Arten er udbredt langs Vesteuropas kyster og i Europas bjergegne samt i arktiske egne. Lægekokleare er kendetegnet ved, at alle stængelblade er ustilkede med hjerteformet omfattende grund og ved at rosetbladene er hjerte- eller nyreformede samt ved at skulperne er kugleformede og 4-7 mm i diameter. Dens blade har fra gammel tid været kendt blandt søfolk som et middel mod skørbug.
I Danmark findes lægekokleare hist og her ved kyster på sandet tanggødet bund, på strandenge og klipper. Den blomstrer med hvide, 8-10 mm lange blomster i maj og juni.